# Buntar Aerospace
Buntar Aerospace – українське оборонне підприємство, що виготовляє безпілотні літальні апарати та програмне забезпечення для керування безпілотниками.
Продукція компанії включає в себе розвідувальний безпілотний авіаційний комплекс “Buntar-3”. Він був розроблений після початку Російського вторгнення в Україну 2022 року у відповідь на нестачу розвідувальних БпЛА в силах оборони, а також неспроможність існуючих БпЛА виконувати задачі в умовах активної радіоелектронної протидії.
У 2024 році компанія визнана "Стартапом року" за версією Фонду Розвитку Інновацій, в березні 2025 – “Найперспективнішим проєктом в Defence Tech галузі” за версією DOU.

### Історія створення
Компанія була заснована у 2023 трьома засновниками, вихідцями з українського ІТ-сектору, серед який був діючий військовий ЗСУ. 
Перший БпЛА компанії, названий “Buntar-1”, був анонсований у 2024 році. Його завданням була розвідка в режимі реального часу, цілевказання, коригування ствольної та реактивної артилерії. Дальність польоту становила 50 кілометрів, а час в польоті становив 100 хвилин. 
В березні 2024 компанія повідомила про залучення понад $1 мільйона інвестицій. Також в 2024 був анонсований початок роботи над програмним комплексом Buntar Copilot, призначеним для керування БпЛА в бойових умовах.
В 2025 Бунтар Аероспейс провели презентацію для представників Сил оборони України, на якій анонсували нову розробку – БпЛА “Buntar-3”, що отримав покращені характеристики та суттєво збільшив час в повітрі – до 3,5 годин. 

### Продукція

#### БпЛА Buntar-3
Buntar-3 є безпілотним авіаційним комплексом, призначеним для ведення повітряної розвідки в режимі реального часу. Виріб оснащений системою вертикального зльоту та посадки (VTOL). Дальність роботи системи зв’язку, стійкої до РЕБ, складає 80 км від точки старту, тривалість польоту – 3.5 години. Корисне навантаження допомагає виявляти цілі на відстані до 15 км. БпЛА використовується Силами оборони в Російсько-Українській війні. 

#### БпЛА Buntar Skyhopper

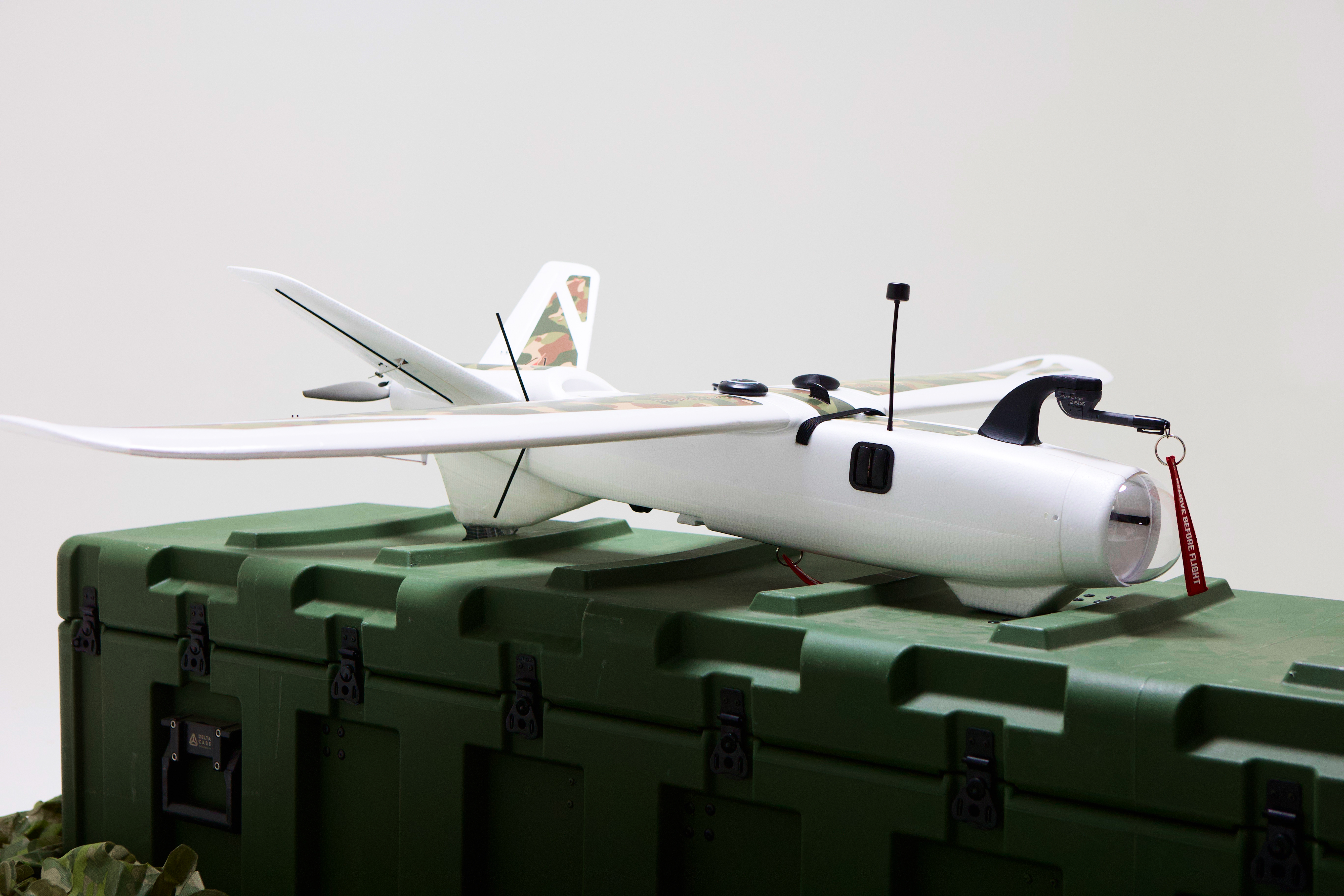
БпЛА Buntar Skyhopper

Безпілотний літальний апарат Скайхопер призначений для для картографування поля бою. БпЛА використовується в Силах оборони України. 

#### Buntar Copilot
Програмне забезпечення Buntar Copilot для планування та виконання розвідувальних місій. Програмне забезпечення генерує динамічні плани польотів, враховуючи тактико-технічні деталі БпЛА, ситуаційну обізнаність, прогноз погоди, карту висот, карти сигналів та інші джерела. На 90% автоматизує роботу оператора БпЛА з планування та управління місіями, а також сумісний з іншими БпЛА.  

### Фінансування та визнання
Станом на 2025 рік, публічно оголошено про загальне фінансування у розмірі $4 мільйонів.
Список інвесторів не розкривається, однак відомо, що проект підтримали співзасновники українського райдшерингового сервісу Uklon  та інвестиційного фонду D3 Venture Capital, серед партнерів якого є колишній виконавчий директор Google Ерік Шмідт. 
В 2024 компанія уклала угоди злиття і поглинання з трьома командами розробників. Серед них були розробники дронів, зв’язку та автопілоту. 
Також, у 2024 Buntar Aerospace оголосив про запуск акселератора Defence Builder для проектів у сфері безпеки, у партнерстві з Міністерством оборони України, спільно з Sigma Software Labs, та Київською Школою Економіки. 